# Такервил (Оклахома)
Такервил (енгл. Thackerville) град је у америчкој савезној држави Оклахома.

## Демографија
По попису из 2010. године број становника је 445, што је 41 (10,1%) становника више него 2000. године.
| Група             | 2000.       | 2010.       |
| Белци             | 356 (88,1%) | 386 (86,7%) |
| Афроамериканци    | 0 (0,0%)    | 0 (0,0%)    |
| Азијати           | 1 (0,2%)    | 1 (0,2%)    |
| Хиспаноамериканци | 12 (3,0%)   | 14 (3,1%)   |
| Укупно            | 404         | 445         |